# Отличный пожарник
Знак «Отличный пожарник» — ведомственный нагрудный знак НКВД СССР для награждения бойцов войск НКВД СССР, учреждённый в 1944 году. В период 1963—1970 годов вручался МООП СССР лицам рядового и младшего начальствующего состава военизированной и профессиональной пожарной охраны, а также работникам пожарной охраны других министерств и ведомств. Упразднён 30 сентября 1970 года и заменён знаком «Отличник пожарной охраны» МВД СССР.

## История
Учреждён указом Президиума Верховного Совета СССР от 22 ноября 1944 года.
Согласно Положению о нагрудном знаке «Отличный пожарник», он предназначался для награждения особо отличившихся солдат и сержантов войск НКВД, систематически демонстрирующих отличное владение противопожарной техникой и умелое её применение при тушении пожара. Знак также мог вручаться за ценные изобретательские и рационализаторские предложения по укреплению боеспособности пожарной охраны, а также за отличие в профилактической и массовой работе по обеспечению пожарной безопасности обслуживаемых объектов.